# Tlogosari (Ayah)
Tlogosari is een bestuurslaag in het regentschap Kebumen van de provincie Midden-Java, Indonesië. Tlogosari telt 2284 inwoners (volkstelling 2010).